# Grandvilliers (Oise)
Grandvilliers település Franciaországban, Oise megyében. Lakosainak száma 2761 fő (2022. január 1.). Grandvilliers Briot, Brombos, Cempuis, Dargies, Halloy, Sarcus, Sarnois és Sommereux községekkel határos.

## Népesség
A település népességének változása:
| Lakosok száma | 3000 | 2994 | 3106 | 2940 | 2880 | 2820 | 2793 | 2786 | 2761 |
|               | 2013 | 2015 | 2016 | 2017 | 2018 | 2019 | 2020 | 2021 | 2022 |